# Temnora exilis
Temnora exilis är en fjärilsart som beskrevs av Kernbach 1962. Temnora exilis ingår i släktet Temnora och familjen svärmare. Inga underarter finns listade i Catalogue of Life.